# Victor Ulloa
Victor Ulloa, né le 4 mars 1992 à Chihuahua au Mexique, est un joueur américain de soccer. Il joue au poste de milieu défensif.

## Biographie
Victor Ulloa nait au Mexique puis émigre avec sa famille au Texas, à Wylie. 
Le 30 juillet 2010, Victor Ulloa, Moises Hernandez et Ruben Luna signent des contrats Home Grown Player de la MLS avec leur club formateur, le FC Dallas, pour la saison 2011.
Le 12 décembre 2018, Ulloa est échangé au FC Cincinnati pour sa saison inaugurale en MLS en retour d'une allocation monétaire.
Son passage à Cincinnati ne dure qu'une seule saison puisque le 11 novembre 2019, seulement quelques minutes après l'ouverture de la fenêtre des transferts intra-ligue, il est envoyé à l'Inter Miami.
Le 15 novembre 2021, l'option de son contrat n'est pas levée mais il poursuit les négociations avec le club, celles-ci aboutissant finalement le 12 décembre lorsque l'annonce de sa prolongation pour deux saisons est rendue publique.

## Palmarès
- FC Dallas :
  - Vainqueur du Supporters' Shield en 2016.
  - Vainqueur de la US Open Cup en 2016.
- Inter Miami CF :
  - Vainqueur de la Leagues Cup en 2023.